# Regionalmarke
Regionalmarken sind ein Instrument der Nachhaltigen Regionalentwicklung im ländlichen Raum. Sie sind nicht gleichzusetzen mit der geschützten Herkunftsbezeichnung auf nationaler oder europäischer Ebene.

## Entstehung
Das Bundesministerium für Verbraucherschutz, Ernährung und Landwirtschaft schrieb im Jahr 2001 den Wettbewerb „Regionen aktiv – Land gestaltet Zukunft“ aus. Seitdem wurde in Deutschland eine ganze Reihe von Regionalmarken gegründet. Eine einheitliche Definition davon, was Regionalmarketing oder eine Regionalmarke ist, existiert dabei nicht.

## Zweck
Als Gemeinsamkeit der deutschen Regionalmarken kann jedoch das Bemühen gesehen werden, der Globalisierung und Monopolisierung – insbesondere im Bereich der Lebensmittel – durch eine Rückbesinnung auf regional produzierte Produkte und Dienstleistungen entgegenzuwirken. Weitestgehend alle Rohstoffe etc. sollen aus der jeweiligen Region kommen und dort auch verarbeitet werden. Auch die Wertschöpfung soll so in der jeweiligen Region bleiben. Regionalmarken treten gemeinsam unter einem Markenlogo an. Betriebe, Produzenten oder Erzeuger regionaler Lebensmittel und landwirtschaftlicher Produkte (z. B. Regionalmarke Echt Schwarzwald) können gegen Gebühr an die regionale Vermarktungsgesellschaft den jeweiligen Markenname und ggf. weitere Marketing- oder Beratungsinstrumente nutzen. Aber auch gastronomische Betriebe, Holzproduzenten (z. B. Regionalmarke Mittelelbe) oder Tourismusbetriebe (z. B. Regionalmarke Uckermark) nutzen Regionalmarken. Die Regionalmarke Eifel hat das Konzept sogar auf die lokalen Arbeitgeber ausgeweitet. Die jeweilige Vermarktungsgesellschaft betreibt für ihre Mitglieder Lobby- und Imagearbeit. Etwa auf Messen wie der Grüne Woche, Anuga oder Tourismusmessen.

## Beispiele für Regionalmarken in Deutschland
- Natürlich Niederrhein
- Eifelfair (Fleisch aus Eifel und Ardennen)
- Regionalmarke Eifel
- SooNahe (Raum Nahe und Hunsrück)
- Echt Schwarzwald
- Echt Odenwald
- Thüringer Wald
- Albgemacht
- Typisch Harz